# 오동동 (창원시)
오동동(午東洞)은 대한민국 경상남도 창원시 마산합포구에 있는 법정동 및 행정동이다. 구마산의 중앙에 위치하며, 북쪽으로는 상남동과 접하고 남으로는 마산만에 면한다. 이곳 창원 오동동 71번지에서  이원수 선생의 《고향의 봄》이 탄생했으며, 《오동동 타령》 노래의 근원지로 알려져 있다. 3.15 민주화의거 발상지로 대한민국 민주화에도 큰 기여를 하였다.

## 개요
본래 합포현의 지역으로서 조선 태종 때 창원부에 편입되고, 1910년 마산부제 실시에 따라 마산부 외서면에 편입되었다가, 1914년 행정구역 통합에 의하여, 동성동, 오산리, 상남리의 각 일부를 병합하여 ‘오산’과 ‘동성’의 이름을 따라 ‘오동리’라하여 다시 마산부에 편입되었다. 오동동은 상남동 및 중성동과 함께 일제시대에는 한국인의 거주지였으며, 현재 상남천을 따라 발달한 밀집된 지역으로, 북마산과 오동동으로 뻗은 간선도로변에는 보석, 시계, 양품점과 같은 중심지이다. 1997년 5월 12일 중성동과, 2017년 1월 1일 동서동 및 성호동과 통합하여 현재에 이르고 있다.

## 법정동
- 남성동(南城洞)
- 동성동(東城洞)
- 부림동(富林洞)
- 서성동(西城洞)
- 성호동(城湖洞)
- 수성동(壽城洞)

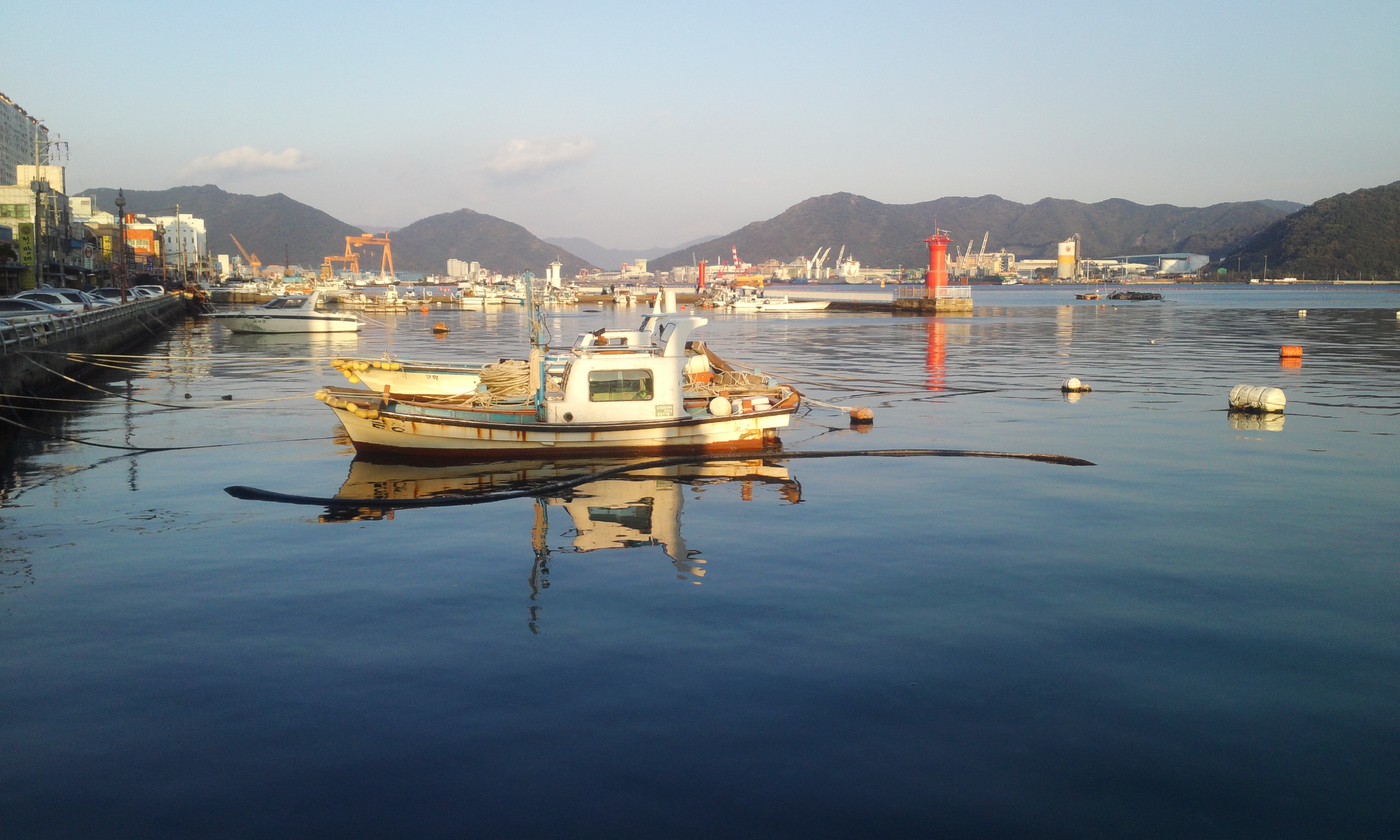
신포동 1,2가 앞바다

- 신포동1가(新浦洞) : 신포동1가는 마산만과 직접 접하는 지역으로, 창원연안크루즈터미널와 마산항제2부두가 위치해 있다. 주요 거주 시설로는 센트럴아파트와 마산만아이파크가 있다. 마산만을 접한 신포동1가와 신포동2가 일대에 횟집 골목이 늘어서있다.
- 신포동2가
- 오동동(午東洞)
- 중성동(中城洞)
- 창동(倉洞)
- 추산동(騶山洞)

## 교육
- 성호초등학교

## 교통
서성광장(KT마산지사 앞)이 동서동의 비교적 중심에 있으며, 창원시의 주요간선도로인 3.15 대로가 통과하고 합포로와 북성로가 이 곳에서부터 시작된다. 또한 동서동 동부-남부권을 해안대로가 가로지르고 있는 것이 특징이다. 시내버스는 어시장을 경유하는 노선이 대부분이며, 부림시장을 경유하는 노선은 비교적 적다.

## 아파트
| 단지명 | 건설사                  | 시행사       | 주소                             | 입주       | 비고                            |
| ------ | ----------------------- | ------------ | -------------------------------- | ---------- | ------------------------------- |
| 센트럴 | 범양건영 ㈜동성종합건설 | 대한주택공사 | 마산합포구 서성로 23 (신포동1가) | 2001년 6월 | '마산 신포주공'에서 단지명 변경 |

## 볼거리
- 창원시립문신미술관

## 주요 시설
- 마산어시장
- 롯데백화점 마산점(舊 대우백화점)
- 부림시장
- 창동거리
- KT 마산지사